# کاکاوادزور، کوتایک
کاکاوادزور (به ارمنی: Կաքավաձոր) یک روستا در ارمنستان است که در استان کوتایک واقع شده‌است.  در  کیلومتری شمال هرازدان، مرکز استان کوتایک واقع شده است.

## نگارخانه

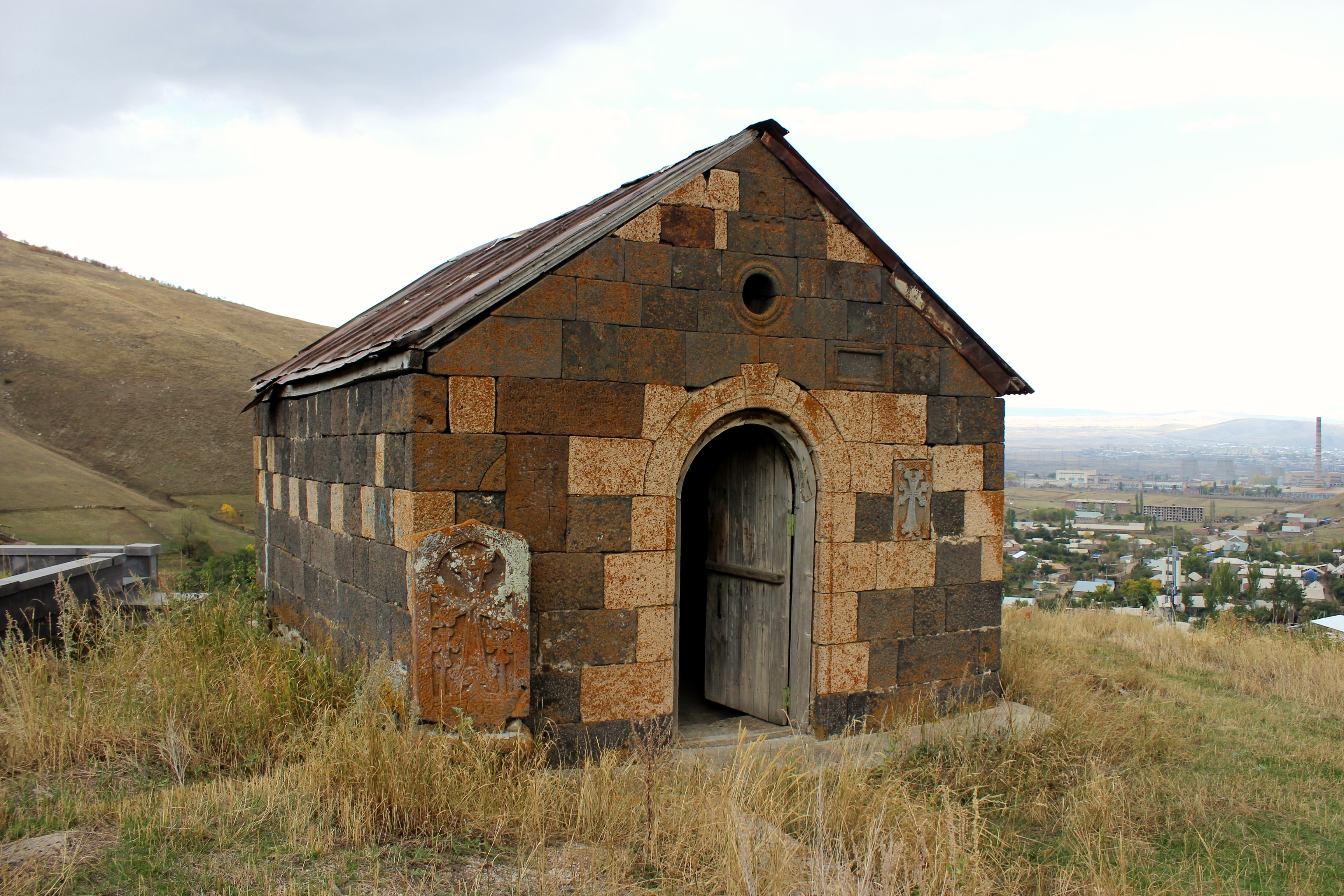
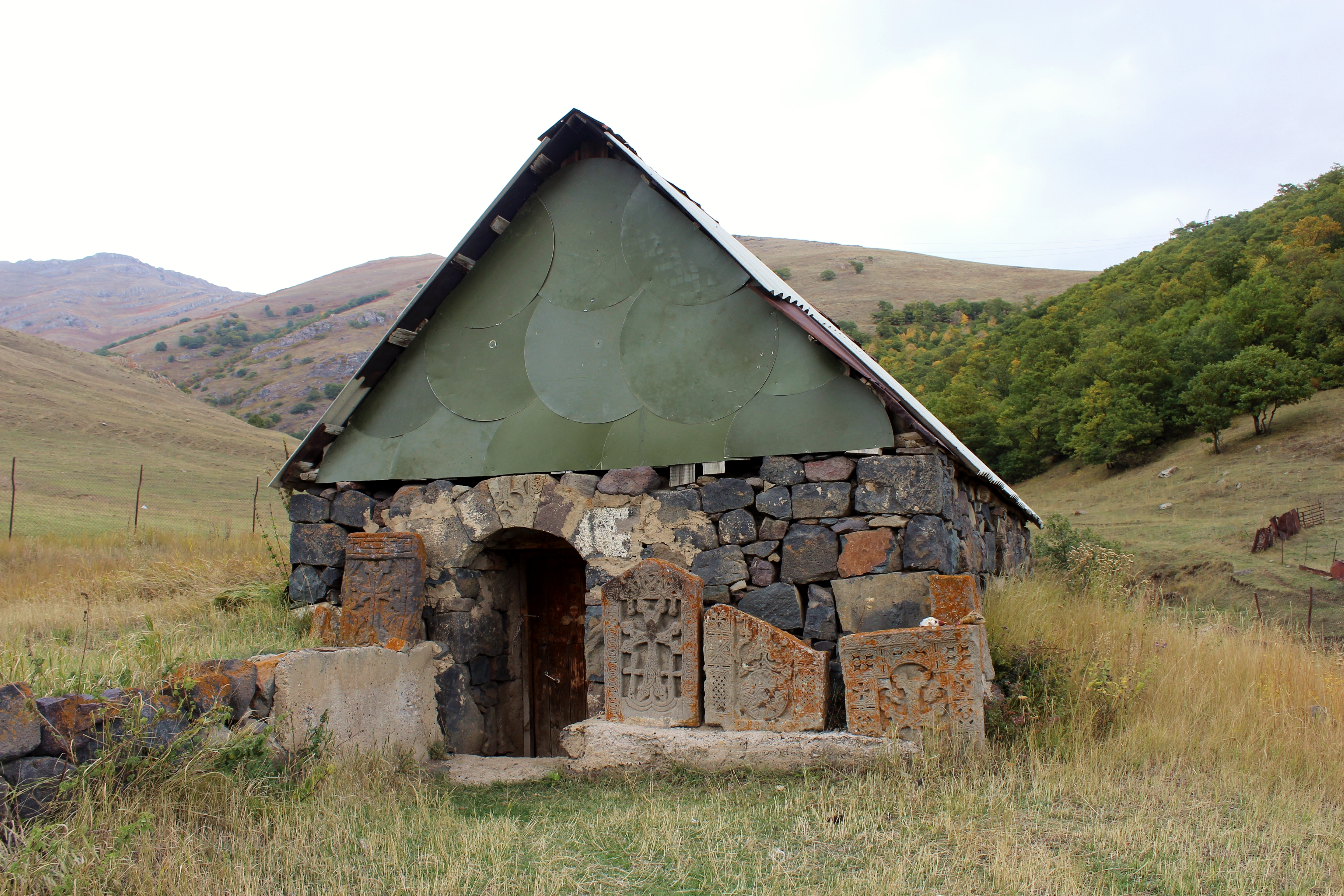